# Kappar
Der Kappar, auch Kappe oder Kappor, war ein schwedisches und finnisches Hohlmaß für Getreide, Hülsenfrüchte, Salz, Malz, Steinkohle und Kalk. Es war auch ein Flächenmaß in Schweden, Finnland und im russischen Gouvernement Livland und Estland.

## Hohlmaß
Die Maßkette von der Tunna/Tonna/Tonne war:
- 1 Tonna = 2 Spann = 4 Halbspann = 8 Fjerdingar/Viertel = 32 Kappar
- 1 Kappar = 1 3⁄4 Kannor/Kannen = 14 Quartier = 56 Ort = 4 5/9 Liter[1] ~ 4,58 Liter

Entsprechend der Ware hatte die Tonna unterschiedliche Anzahl Kappar. Die Differenz zu 32 Kappar war die Zugabe zum gestrichenen Maß.
- 1 Tonna lose Ware = 32 Kappar = 56 Kannen = 7388,575 Pariser Kubikzoll = 146,5625 Liter[3]
- 1 Tonna Getreide oder Steinkohle = 36 Kappar = 63 Kannen = 8312,147 Pariser Kubikzoll = 164,8829 Liter[3]
- 1 Tonna Malz = 38 Kappar = 66,5 Kannen = 8773,933 Pariser Kubikzoll = 174,0430 Liter[3]
- 1 Tonna Salz oder gebrannter Kalk = 34 Kappar = 59,5 Kannen = 7850,361 Pariser Kubikzoll = 155,7227 Liter[3]

## Feldmaß
Als Feldmaß in Schweden und Finnland galt:
- 1 Kappar/Kapp/Kappe = 154,27 Quadratmeter groß[4]

Der Kappe war in Riga und dem russischen Gouvernement Livland auch ein Feldmaß. Man unterschied zwei Maße: Tonn- und Lofstelle.
- Riga und Libau 1 Kappe = 1,4864 Ar[6]
- 1 Kappe = 1⁄32 Tonne
- 1 Tonnstelle = 35 Kappen = 14.000 Quadratellen (Landmesser) = 52,024 Aren (franz.)
- 1 Lofstelle = 25 Kappen = 10.000 Quadratellen = 1600 Quadratfuß = 37,1599 Aren[4] = 22.500 engl. Quadratfuß[7]

Vor 1815 war 1 revisorische Lofstelle = 225 Stangen = 36,5782 Aren.
Ab 1802 hatte in Estland eine Tonnstelle 62,7073 Aren und eine Lofstelle 20,9024 Aren.